# بخش بیور بی، شهرستان لیک، مینه سوتا
بخش بیور بی (به انگلیسی: Beaver Bay Township) یک منطقهٔ مسکونی در ایالات متحده آمریکا است که در شهرستان لیک، مینه‌سوتا واقع شده‌است.
 بخش بیور بی ۳۶۳٫۱ کیلومتر مربع مساحت و ۵۸۲ نفر جمعیت دارد و ۴۸۴ متر بالاتر از سطح دریا واقع شده‌است.